# Coupe d'Italie de football 1963-1964
Navigation
Coupe d'Italie 1962-1963 Coupe d'Italie 1964-1965
La Coupe d'Italie de football 1963-1964, est la 17e édition de la Coupe d'Italie.

## Déroulement de la compétition

### Participants

#### Serie A (D1)
Les 18 clubs de Serie A sont engagés en Coupe d'Italie.

#### Serie B (D2)
Les 20 clubs de Serie B sont engagés en Coupe d'Italie.

### Calendrier
| Phase              | Tour          | Aller                          | Match d'appui     |
| ------------------ | ------------- | ------------------------------ | ----------------- |
| Phase préliminaire | 1er tour      | 8 - 9 septembre 1963           | -                 |
| Phase préliminaire | Tour spécial  | 20 octobre 1963                | -                 |
| Phase préliminaire | 2e tour       | 13 novembre - 11 décembre 1963 | -                 |
| Phase préliminaire | 3e tour       | 12 - 15 avril - 13 mai 1964    | -                 |
| Phase finale       | 1/4 de finale | 3 - 10 - 11 juin 1964          | -                 |
| Phase finale       | 1/2 finales   | 10 - 14 juin 1964              | -                 |
| Phase finale       | Finale        | 6 septembre 1964               | 1er novembre 1964 |

## Résultats

### Premier tour
| Division     | Club                | Score      | Club                       | Division     |
| ------------ | ------------------- | ---------- | -------------------------- | ------------ |
| Serie B (D2) | Alexandrie US       | 1 - 1 a.p. | AC Lanerossi Vicence       | Serie A (D1) |
| Serie B (D2) | Varèse FC           | 1 - 0      | Pro Patria et Libertate SC | Serie B (D2) |
| Serie B (D2) | AC Brescia          | 2 - 3      | Genoa CFC                  | Serie A (D1) |
| Serie B (D2) | AC Lecco            | 1 - 3      | AC Torino                  | Serie A (D1) |
| Serie B (D2) | AC Padoue           | 2 - 1 a.p. | Modène FC                  | Serie A (D1) |
| Serie B (D2) | AC Venise           | 1 - 2      | AS Simmenthal-Monza        | Serie B (D2) |
| Serie B (D2) | US Triestina        | 0 - 2      | SPAL                       | Serie A (D1) |
| Serie B (D2) | AC Udinese          | 0 - 2      | Bologne FC                 | Serie A (D1) |
| Serie B (D2) | AC Hellas Vérone    | 2 - 1      | AC Mantoue                 | Serie A (D1) |
| Serie B (D2) | AC Prato            | 2 - 0      | UC Sampdoria               | Serie A (D1) |
| Serie B (D2) | Parme AS            | 3 - 1      | AS Cosenza                 | Serie B (D2) |
| Serie B (D2) | AC Naples           | 1 - 0      | AS Bari                    | Serie A (D1) |
| Serie B (D2) | Potenza SC          | 0 - 2      | AS Rome                    | Serie A (D1) |
| Serie B (D2) | US Cagliari         | 1 - 0      | SS Lazio                   | Serie A (D1) |
| Serie B (D2) | US Foggia & Incedit | 2 - 1      | CC Catane                  | Serie A (D1) |
| Serie B (D2) | US Catanzaro        | 3 - 1      | ACR Messine                | Serie A (D1) |
| Serie B (D2) | US Palerme          | 0 - 3      | AC Fiorentina              | Serie A (D1) |

### Tour spécial
| Division     | Club      | Score | Club                | Division     |
| ------------ | --------- | ----- | ------------------- | ------------ |
| Serie B (D2) | Varèse FC | 3 - 0 | AS Simmenthal-Monza | Serie B (D2) |

### Deuxième tour
| Division     | Club             | Score               | Club                | Division     |
| ------------ | ---------------- | ------------------- | ------------------- | ------------ |
| Serie B (D2) | Alexandrie US    | 0 - 0 a.p., 3-4 tab | Genoa CFC           | Serie A (D1) |
| Serie B (D2) | AC Hellas Vérone | 0 - 1 a.p.          | Bologne FC          | Serie A (D1) |
| Serie B (D2) | AC Padoue        | 2 - 2 a.p., 2-4 tab | SPAL                | Serie A (D1) |
| Serie B (D2) | Parme AS         | 1 - 2               | US Cagliari         | Serie B (D2) |
| Serie A (D1) | AC Fiorentina    | 4 - 1               | AC Prato            | Serie B (D2) |
| Serie A (D1) | AS Rome          | 5 - 0               | AC Naples           | Serie B (D2) |
| Serie B (D2) | US Catanzaro     | 1 - 2               | US Foggia & Incedit | Serie B (D2) |
| Serie A (D1) | AC Torino        | 2 - 1               | Varèse FC           | Serie B (D2) |

### Troisième tour
| Division     | Club                | Score               | Club          | Division     |
| ------------ | ------------------- | ------------------- | ------------- | ------------ |
| Serie A (D1) | Genoa CFC           | 1 - 1 a.p., 4-5 tab | AC Torino     | Serie A (D1) |
| Serie B (D2) | US Cagliari         | 0 - 1               | AC Fiorentina | Serie A (D1) |
| Serie B (D2) | US Foggia & Incedit | 0 - 2               | AS Rome       | Serie A (D1) |
| Serie A (D1) | Bologne FC          | 4 - 2               | SPAL          | Serie A (D1) |

### Quarts de finale
| Division     | Club          | Score | Club              | Division     |
| ------------ | ------------- | ----- | ----------------- | ------------ |
| Serie A (D1) | AC Fiorentina | 1 - 0 | Milan AC          | Serie A (D1) |
| Serie A (D1) | AS Rome       | 1 - 0 | Atalanta BC       | Serie A (D1) |
| Serie A (D1) | Juventus FC   | 4 - 1 | Bologne FC        | Serie A (D1) |
| Serie A (D1) | AC Torino     | 4 - 1 | FC Internazionale | Serie A (D1) |

### Demi-finales
| Division     | Club      | Score               | Club          | Division     |
| ------------ | --------- | ------------------- | ------------- | ------------ |
| Serie A (D1) | AS Rome   | 1 - 1 a.p., 7-3 tab | AC Fiorentina | Serie A (D1) |
| Serie A (D1) | AC Torino | 2 - 0               | Juventus FC   | Serie A (D1) |

### Finale
| Division     | Club      | Score      | Club      | Division     |
| ------------ | --------- | ---------- | --------- | ------------ |
| Serie A (D1) | AS Rome   | 0 - 0 a.p. | AC Torino | Serie A (D1) |
| Match rejoué |           |            |           |              |
| Serie A (D1) | AC Torino | 0 - 1      | AS Rome   | Serie A (D1) |